# Parthenocissus heterophylla
Parthenocissus heterophylla är en vinväxtart som först beskrevs av Bi., och fick sitt nu gällande namn av Elmer Drew Merrill. Parthenocissus heterophylla ingår i släktet vildvinssläktet, och familjen vinväxter. Inga underarter finns listade i Catalogue of Life.